# Niphetogryllacris conspersa
Niphetogryllacris conspersa är en insektsart som först beskrevs av Brunner von Wattenwyl 1888.  Niphetogryllacris conspersa ingår i släktet Niphetogryllacris och familjen Gryllacrididae.

## Underarter
Arten delas in i följande underarter:
- N. c. sikorae
- N. c. conspersa
- N. c. brauni